# سیرس (دهانه)
سیرس یک دهانه برخوردی در ماه‌ است.

## دهانه‌های اقماری
این دهانه ۲ دهانه اقماری دارد.
| Seares | عرض جغرافیایی | طول جغرافیایی | قطر          |
| ------ | ------------- | ------------- | ------------ |
| Y      | ۷۷.۹° N       | ۱۳۹.۵° E      | ۳۷.۰ کیلومتر |
| B      | ۷۵.۷° N       | ۱۴۹.۷° E      | ۲۶.۰ کیلومتر |